# Системи за управљање преварама
Системи за управљање преварама у телекомуникацијама (енгл. Fraud management system - FMS) су они системи који могу смањити губитке пословања, односно повећати укупан приход оператера тако што би имали директну детекцију и резултујућу редукцију дугова насталих деловањем преваре.

## Превара
Превара у телекомуникацијама је углавном јако сложена и битна ствар за све оператере. Неки аутори у овој области се залажу за коришћење методе класификације која се користи у ФМС-у како би боље описали и окарактеризовали феномен преваре и омогућили детаљно извештавање. Та метода се заснива на 3М класификацији (енгл. 3М Fraud classification - Motive, Means, Methods).

## 3M класификација
3М Класификација се састоји из разазнавања и откривања који су то мотиви за превару, које су средства да се ти мотиви задовоље и на крају којом методом се све то може извршити.
- Мотив : Основни део преваре.

1. Превара без остваривања прихода : је превара код које се извршилац служи одговарајућим услугама за које не врши плаћање оператеру али без намере стварања прихода.
2. Превара са остваривањем прихода : је превара код које извршилац ствара неки приход као што је продаја позива (енгл. Call selling) и премијум цена услуге (енгл. Premium Rate Service - PRS).

- Средства : Део преваре који служи да задовољи главне мотиве исте.

1. Продаја позива (енгл. Call selling) је превара којом се продају високотарифни позиви (углавном интернационални ) испод њихове стварне цене, а с намером избегавања плаћања накнаде оператеру.
2. Проширење прихода : плаћање провајдеру услуга позивањем премијум цена услуге линија.
3. Сурфовање : превара у којој извршилац користи туђу услугу коју је прави корисник већ платио. На пример коришћењем дуплих СИМ картица или недозвољеним задржавањем детаља ауторизације нечије картице која се користи у сврху обављања позива.
4. Гхостинг : превара која укључује “качење” на неку мрежу манипулацијом њених прекидача.
5. Откривање осетљивих информација : превара која се заснива на крађи туђих поверљивих информација као што су шифре за приступ базама података или неким налозима ради продаје истих спољним странкама. Овај тип преваре се изводи углавном интерно.
6. Крађа садржаја : превара у којој као што сам назив каже се краду тј бесплатно “скидају” садржаји високе вредности (видео-клипови, игрице, музика .. ) избегавањем како постпејд(енгл. Postpaid) тако и припејд (енгл. Pripejd) система плаћања.

- Методе : генерални метод вршења превара

1. Претплата : преварантска претплата која садржи лажне акредитиве који омогућавају акумулацију системским постепеним неплаћањем.
2. Техничка : превара вишег нивоа која се заснива на искоришћавању рупа пронађених у оператеровим мрежним елементима или платформама.
3. Интерна : злоупотреба интерних системских информација.
4. Тачка продаје : када дилер манипулише цифрама како би повећао компензацију коју је претходно оператер платио.

## Преглед система за управљање преварама
Систем за управљање преварама треба да буде у могућности да прикупља и обрађује податке различитих формата и од различитих извора и да кроз процес обраде и посредовање података среди те информације и адаптира их на један од унутрашњих формата препознатљивих систему. 
Један од важнијих процеса у овој фази је филтрирање података као и прикупљање позива и њихово оцењивање. Код неких алата система за управљање преварама постоји могућност повезивања и упоређивања ради повећања обима података како би се добила додатна перформанса система, а самим тим и квалитетнија детекција и могућност за откривање превара. Након тога процес откривања генерише сигнале који указују на потенцијалну превару, а којима се даље баве аналитичари и стручњаци из ове области. Неке од важнијих техника за даље откривање засноване на већ предефинисаним правилима су : неуронске мреже и стабла одлучивања. Аналитичари истражују могуће преваре тако што приступају и обрађују све битне информације (детаљне информације корисник/налог, детаљи снимљених разговора, детаљи упозорења.. ) које им помажу у откривању потенцијалне преваре. Правилном разумевању упозорења такође доприноси и графичко представљање информација које описују како и колико корисник користи његов профил.

## Преглед Кентаур система за управљање преварама
Кентаур (енгл. Centaur) је ново развијени систем за управљање преварама чији је главни фокус на флексибилности, прилагодљивости и интеграцији. Користи плаг & плеј (енгл. Plug&Play) архитектуру која омогућава администратору да активира или деактивира било коју од његових компоненти. Плаг & плеј архитектура је пресудна за интеграцију новоразвијених техника за анализу и откривање превара.
Кентаур за детекцију преваре примењује приступ заснован на бази контекста. Контекст је ентитет који се може користити као мета за детекцију. Нпр МСИСДН (енгл. (Mobile subscriber ISDN) , налози, мрежне ћелије, ИМЕИ (енгл. (Intrernacional Mobile Equipment Identity), ИП адресе (енгл. IP adress). Ови контексти се такође користе при дефинисању листе која се користи за груписање елемената са уобичејеним модулима. Уобичајене листе су безбедни налози, сумњиве картице или сумњиве ћелије. Листе могу бити удружене са множиоцима. Множиоци се користе да би увећали или смањили праг за неке елементе листе у одређеном процесу детекције.

## Управљање преварама са Кентаур системом за управљање преварама
1. Операција продаја позива - Просто говорећи операција продавање позива (енгл. Call Sell Operation - CSO) је продавање високо тарифних (углавном међународних) испод њихове стварне вредности на тржишту. Обично преваранти користе фалсификована документа како би се пријавили за услуге а после тога избегли плаћање и накнадну идентификацију. Центаур ФМС узима у обзир неколико улаза нпр. већ постојеће досијее са позивима (енгл. CallData Records - CDR), детаље о кориснику, листе са дестинацијама великог ризика.. како би открио превару овог типа
2. Клонирање - Мобилни телефони који користе ГСМ (енгл. Global System for Mobile Communications - GSM) добијају своје податке из специјалних смарт картица позатијих као СИМ (енгл. Subscriber Identity Module). Сва права приступа (укључујући идентификовање код наплате) су заснована на СИМ-у, уместо на самом телефону. ГСМ клонирање се односи на процес у ком нападач преузима потребне информације како би клонирао СИМ неког телефона који користи ГСМ. Како би открио клонирање Кентаур система за управљање преварама користи више различитих техника углавном колизије позива, брзину позива и одступања корисниковог налога. Упозорење за колизију позива се појављује када дође до преклапања два и више позива у одређеном тренутку. Упозорење за брзину позива се појављује кад год је просечно време успостављања измађу два или више позива са удаљених локација више од времена трајања самих позива.
3. Превара преко ваучера - Код припејд СИМ картица не постоји уговор између оператера и клијента. Припејд претплатник купује кредит пре коришћења. Један начин допуњавања кредитних картица је преко ваучера. Ови ваучери су у ствари ништа више до папири на којима се налази код који прекривен заштитном фолијом која мора бити изгребана како би се дошло до кода. Када се код открије укуца и у телефон, тиме се допуњује припејд СИМ картица у износу ваучера. Код оператера који користе овај метод допуне за своје СИМ картице најчешће преваре су фалсификовање или поновно коришћење допуњујућих ваучера. У првом случају преварант покушава да погоди код ваучера насумично уносећи кодове. У другом случају валидни али већ коришћени кодови су поновљени. Већина ових покушаја су неуспешни и не погађају саму компанију претерано али континуални прекршаји повећавају оптерећење система а самим тим и целокупне трошкове тј. губитке. Ако се оваква превара заиста и појави Кентаур је може приметити анализирањем корисникове историје допуњавања и његовим покушајима. Ако се примети успешна допуна после великог броја неуспешно унесених кодова аналитичари се обавештавају како би успешно спречили даље губитке.

## Неуронске мреже
Неуронске мреже су један од најбитнијих концепата у области вештачке интелигенције па самим тим представљају јако значајну окосницу у систему за управљање преварама с обзиром да се цео концепт заснива на чињеници да је потребно пре истраживање превара помоћу интелигентних система па тек касније укључивање људског фактора у истраживање.
Неуронска мрежа је један облик имплементације система вештачке интелигенције који представља систем који се састоји од одређеног броја међусобно повезаних процесора или чворова или процесних елемената које називамо вештачким неуронима.
Тело неурона назива се чвор или јединица. Сваки од неурона има локалну меморију у којој памти податке које обрађује. Подаци који се обрађују су локални подаци као и они који се примају преко везе. Подаци који се овим каналима размењују су обично нумерички. Архитектура неуронске мреже представља специфично повезивање неурона у једну целину. Структура неуронске мреже се разликује по броју слојева. Први слој се назива улазни, а последњи излазни, док се слојеви између називају скривени слојеви. Најчешће их има три. 
Први слој, тј. улазни је једини слој који прима податке из спољашње средине, следећи (скривени) прослеђује релевантне податке до трећег (излазног) слоја. На излазу трећег слоја добијамо коначан резултат. Сложеније неуронске мреже имају више скривених слојева. Слојеви су међусобно потпуно повезани. Слојеви комуницирају тако што се излаз сваког неурона из претходног слоја повезује са улазима свих неурона наредног слоја. Значи, сваки чвор има неколико улаза и један излаз. Јачина веза којом су неурони повезани назива се тежински фактор.
Значај неуронских мрежа је у томе да могу паралелно да обрађују податке, чије компоненте су независне једне од других. Истовремено ради више процесорских јединица, да би резултати њихове обраде прешли на следеће јединице (неуроне). 
Неуронске мреже се користе у ситуацијама када нису позната правила према којима би било могуће довести у везу улазне и излазне податке из жељеног система. Ова чињеница нам говори зашто су неуронске мреже толико распрострањене у систему за управљање преварама. Не постоје преваре које се могу дефинисати по једном моделу или патерну. Углавном се могу груписати по неким заједничким сличностима али су све преваре различите и никад не можемо знати по ком правилу ће се превара одиграти. 
Неуронске мреже се не програмирају, већ се тренирају, тако да је потребно доста времена за њихово обучавање, пре него што почну да се користе.

## Стабла одлучивања
Стабла одлучивања врло су моћне и популарне технике моделирања за класификацијске и предикцијске проблеме. Привлачност стабла одлучивања лежи у чињеници да, у односу на нпр. неуронске мреже нуде модел података у 'читљивом', разумљивом облику - у ствари у облику правила. Та правила се лако могу директно интерпретирати обичним језиком, или пак користити у неком од језика за рад с базама података ЕсКуЕл (енгл. SQL), тако да се одређени примери из базе могу издвојити коришћењем правила генерираних стаблом одлучивања. За неке је проблеме од кључне важности само тачност класификације или предикције модела. У таквим случајевима читљивост модела није од пресудне важности. Но, у другим ситуацијама управо способност интерпретирања модела 'људским' језиком је од кључне важности. У маркетингу потребно је нпр. добро описати различите сегменте популације купаца за маркетиншке стручњаке како би они могли организовати ефективну кампању ради повећања промета одређених производа. Дакле, генерисани модели морају бити читљиви за експерте из домена проблема и они се морају препознати и одобрити примену знања садржаног у новим моделима. Постоји читав низ различитих алгоритама за конструисање стабла одлучивања који нуде и имају ове основне квалитете ове технике. Најпознатији и вероватно највише коришћен алгоритам стабла одлучивања јесте Ц4.5 (енгл. C4.5 algorithm). Стабло одлучивања је класификацијски алгоритам у форми стабласте структуре.

## Перспектива
Преваре као и закони се константно мењају и системи за управљање преварама би требало да садрже технологије које су способне да еволуирају и да иду у корак па чак и да предвиде промене које се дешавају или које тек треба да се десе. Иако се сценарија превара веома разликују од случаја до случаја акумулирано знање потребно за њихово откривање и истраживање је пресудно за будуће појаве. Јако је тешко формализовати модел који би се примењивао на већину случајева преваре коришћење техника као што је резоновање на основу случајева (енгл. Case Based Reasoning) помоћу којег се може десити да се дође до одговорајућег новог метода превенције. То је посебно адекватан код креирања и управљања базама знања које чувају историјат и искуства у преварама које су се десиле у компанији. Имплементирањем ове технике сигурно ће бити на добитку капацитет система за управљање преварама с обзиром да резоновање на основу случајева има ту могућност да моделује изузетке и која је посебно адаптирана ка детекцији нових долазећих типова превара. 
Коришћење технологије извршилаца може такође омогућити неке пробоје у детекцији превара. Ова технологија се заснива на солуцији да постоји више заступника од којих би сваки био задужен за нешто друго тј. сваки би имао други задатак (нпр. анализирање патерна, истраживање повезаних налога и промена стања система.. ) који би сарађивали са људским фактором тј. помагали би анализаторима у бољем откривању превара. Ова технологија је јако моћна јер је заснована на више различитих извршилаца који поседују специфичне функционалности које се могу веома добро искористити за боље предвиђање промена понашања превара и њихових извршилаца. Додатно, новоразвијене технологије за детекцију превара су неприметно имплементиране у систему за управљање преварам једноставним додавањем адекватно развијених извршилаца. 

## Закључак
Утицај превара на приходе оператера оправдава постојање и сарадњу многих процеса откривања које извршавају високо стручни аналитичари превара. Ови експерти треба да буду свесни тренутних типова и метода превара и како да имплементирају и сачине одређене технике детекције и какве контра мере треба предузети како би преваре биле смањене. Како је до сад презентовано коришћење флексибилног система за управљање преварама побољшава сам процес детекције преваре и омогућава артикулацију више различитих техника детекције. Такође омогућава аналитичарима лако доступне информације и укрштање референци у процесу истраживања и убрзава накнадне процедуре помоћу адаптираног управљања случајевима.